# مطار فايدن فيلد
مطار فايدن فيلد (بالإنجليزية: Vaiden Field Airport) هو مطار عام يقع على بعد نحو 16 كيلومترًا جنوب مدينة سنتروفيل في مقاطعة بيري، ولاية ألاباما، الولايات المتحدة. المطار مملوك ومُدار من قبل حكومة مقاطعة بيري.

## الاستخدام
يُدرج المطار في الخطة الوطنية لنظام المطارات المتكاملة لعام 2011–2015 التابعة لإدارة الطيران الفيدرالية كجزء من مطارات الطيران العام.

## المرافق والطائرات
يقع المطار على ارتفاع 225 قدمًا (69 مترًا) فوق مستوى سطح البحر، ويغطي مساحة قدرها 480 فدانًا (194 هكتارًا). يحتوي على مدرج واحد مرقم 16/34 بسطح أسفلتي يبلغ طوله 6007 أقدام (1831 مترًا) وعرضه 100 قدم (30 مترًا).

## التاريخ
بُني المطار في الأصل كمطار مساعد لقاعدة ماكسويل الجوية، وكان يُعرف حينها باسم *مطار فايدن المساعد* (بالإنجليزية: Vaiden Auxiliary Field). وقد أُعيد تأهيل المطار في عام 2008.